# Zvenigorod
Zvenigorod (en russe : Звени́город) est une ville de l'oblast de Moscou, en Russie. Sa population s'élevait à 18 183 habitants en 2014 et à 37 271 habitants en 2024.

## Géographie
Zvenigorod est bâtie sur la rive gauche de la Moskova et se trouve à 48 km à l'ouest du centre de Moscou.

## Histoire
Zvenigorod existe depuis le XIIe siècle, bien que sa première mention écrite ne date que de 1338. Le nom de la ville est dérivé de deux racines : « sonner les cloches » et « ville ». Il peut se traduire par « la ville où sonneront les cloches ». En effet, quand sonnaient les cloches de Zvenigorod, le bruit parvenait jusqu'à Moscou, à quelque 50 km à l'est.
Zvenigorod commença à être connu à la fin du XIVe siècle, après avoir été léguée par Dimitri Donskoï à son deuxième fils Iouri, qui fonda sa résidence sur la rive escarpée de la rivière Moskova. Le kremlin local, appelé Gorodok, contient le seul exemplaire entièrement préservé d'architecture moscovite du XIVe siècle, la Cathédrale de la Dormition sur Gorodok(1399-1400(?)). L'intérieur de la cathédrale est décoré de fresques du fameux peintre Andreï Roublev.
Zvenigorod a été marqué par le souvenir des guerres intestines menées par les fils de Iouri pour le contrôle de Moscou, sous le règne de leur cousin Vassili II (1425-1462). Après que leur parti fut défait, la ville fut incorporée dans la Moscovie. Zvenigorod a obtenu le statut de ville en 1784. À la fin du XIXe siècle, la ville devint, chez les intellectuels, un lieu à la mode de la banlieue de Moscou. Beaucoup de datchas extravagantes y furent construites. Certaines sont devenues des musées, comme les maisons de Sergueï Taneïev, Anton Tchekhov et Isaac Levitan.
Zvenigorod est le nom d'un poème d'Agnia Barto, qui lui a été inspiré par son expérience dans l'orphelinat de cette ville après la Seconde Guerre mondiale. Il déboucha sur une émission de radio (Найти человека « Personne recherchée », sur Radio Maïak) qui permit de réunir près de mille familles séparées par la guerre et valut à Barto un véritable culte en Union soviétique.

## Population
Recensements (*) ou estimations de la population
| 1897* | 1926* | 1939* | 1959* | 1970*  | 1979*  |
| ----- | ----- | ----- | ----- | ------ | ------ |
| 2 381 | 3 124 | 6 300 | 8 842 | 10 553 | 12 303 |

| 1989*  | 2002*  | 2010*  | 2012   | 2013   | 2014   |
| ------ | ------ | ------ | ------ | ------ | ------ |
| 15 805 | 12 155 | 16 395 | 16 850 | 17 270 | 18 183 |

## Galerie

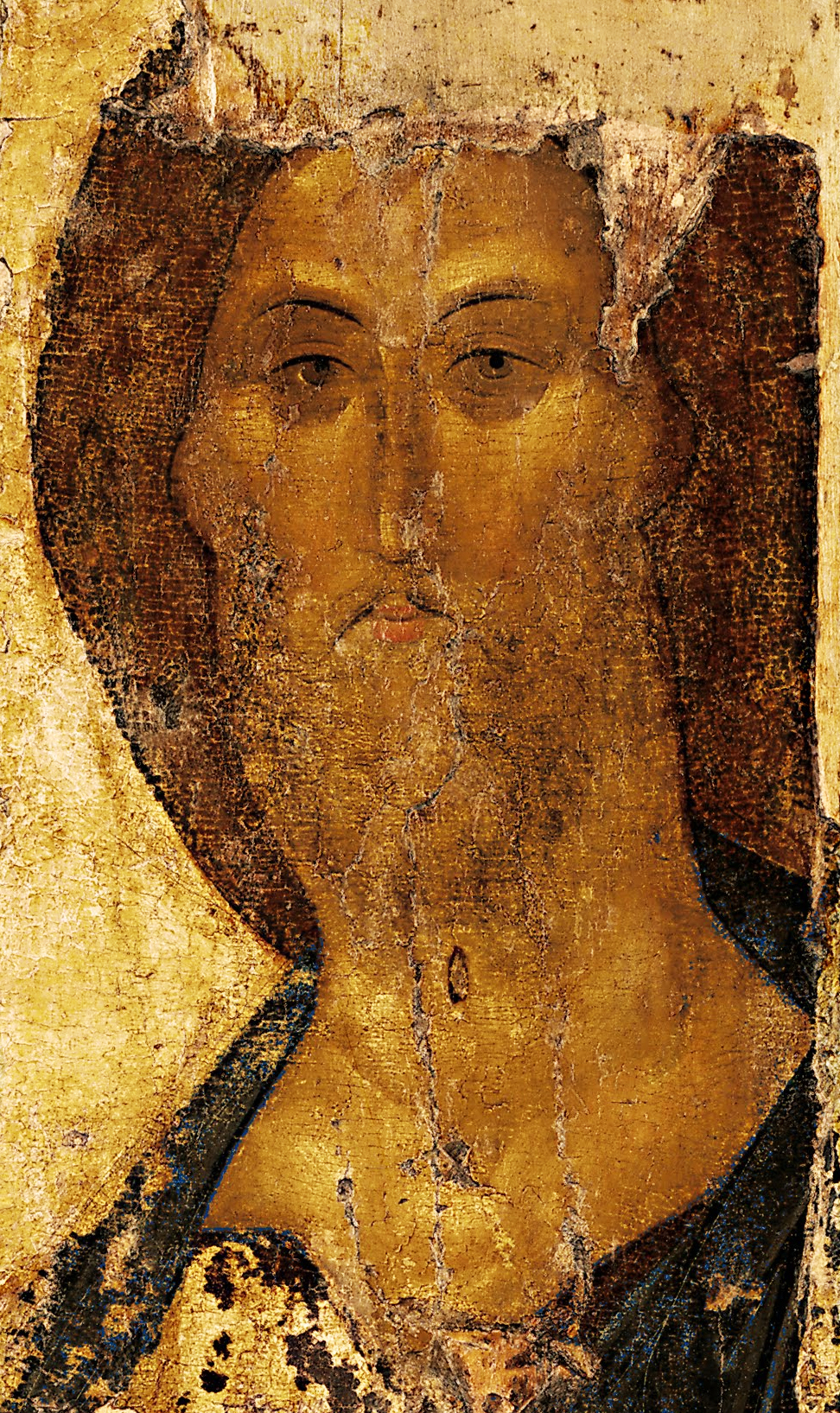
Le Sauveur, icône de Roublev.
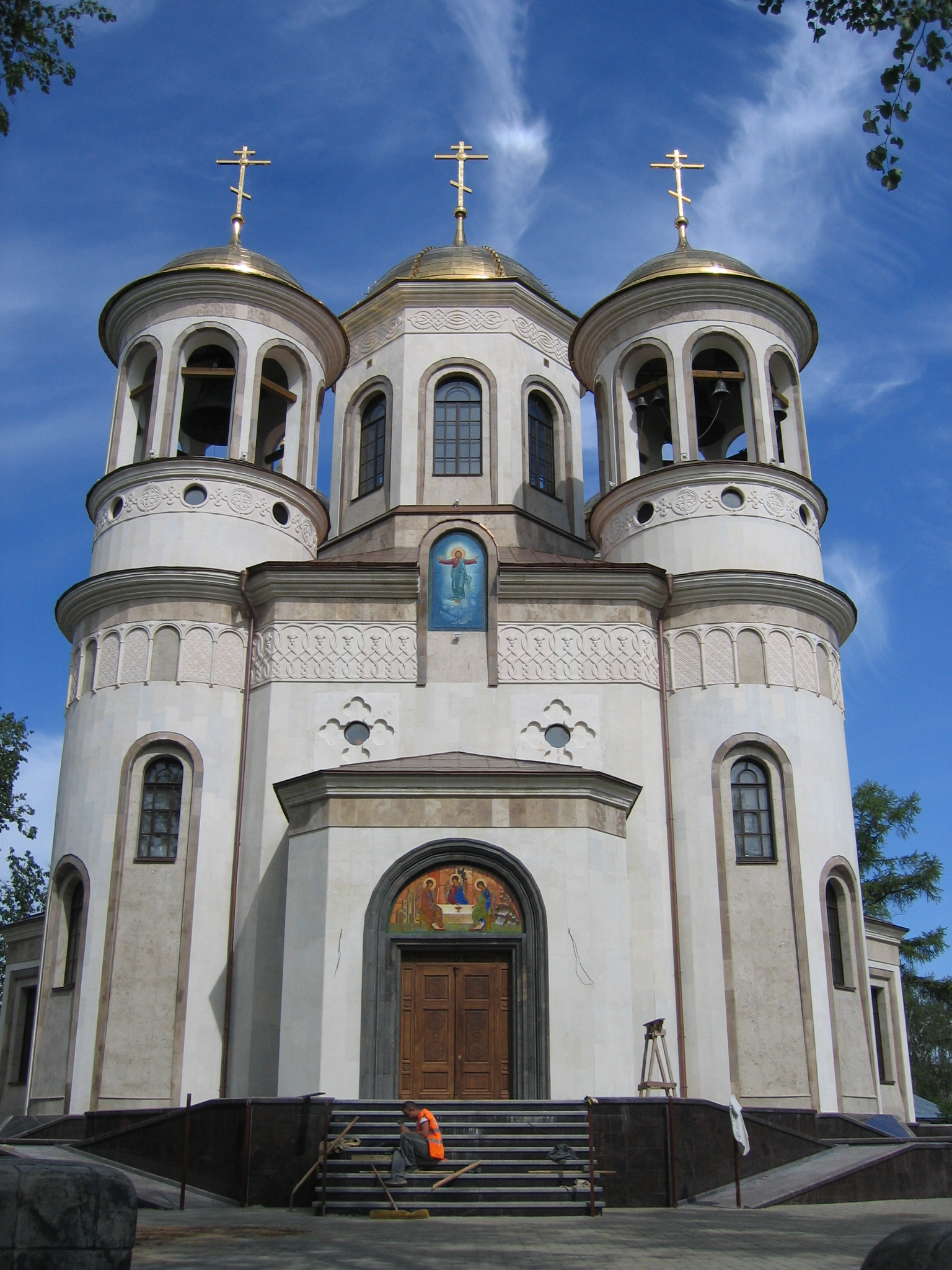
La cathédrale de l'Assomption.
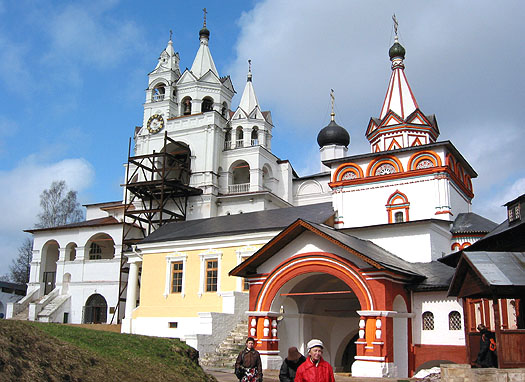
Le monastère Saint-Sabbas de Storoji.
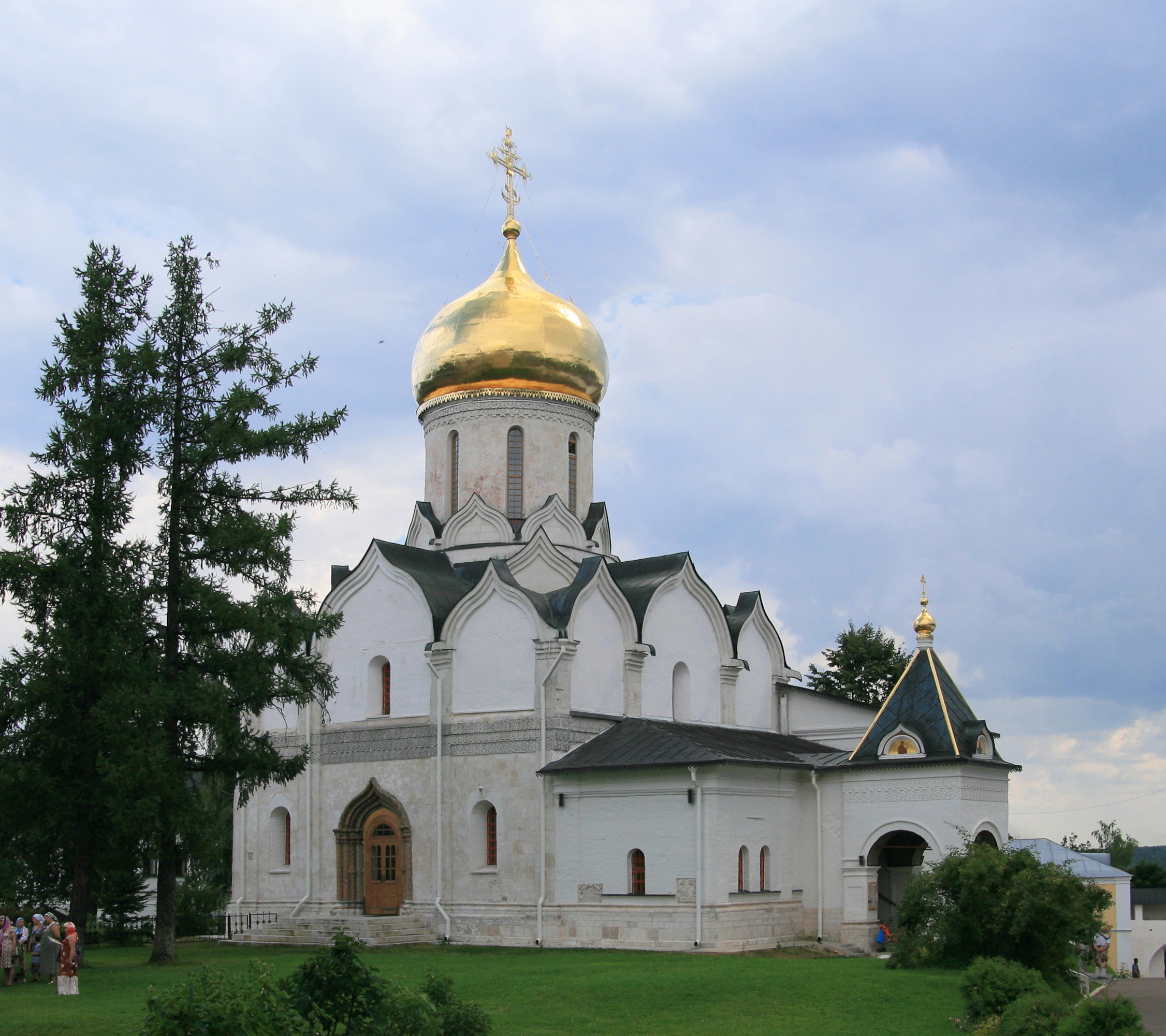
Cathédrale de la Nativité-de-la-Vierge du monastère Saint Savva Storojevski.

## Patrimoine
En 1398, le prince Iouri demanda à saint Savva Storojevski, l'un des premiers disciples de Serge de Radonège, d'aller à Zvenigorod et d'y établir un monastère sur la colline Storoji Holm qui devint le Monastère Saint-Sabbas de Storoji. Saint Savva Storojevski est enterré dans la cathédrale de la Vierge de la Nativité en 1407. Les fresques de l'autel remontent aux années 1420, mais le reste de l'intérieur a été peint en 1656. La magnifique Déisis de la Dormition de Zvenigorod à cinq rangées et les portes du paradis dues à l'école Stroganoff ont été installées en 1652.
En 1650, le tsar Alexis choisit le monastère comme sa résidence dans les environs de Moscou. En cinq ans, fut construit un palais royal en pierre blanche. Le cloître fut entouré de murs de pierre et de tours, copiés sur ceux de la laure de la Trinité-Saint-Serge. Particulièrement remarquable est un grand clocher, érigé en 1650.
Après la mort de Fédor III, qui y passa la majeure partie de son temps, le monastère déclina. En mai 1918, lorsque les bolcheviks essayèrent de s'emparer des reliques de saint Savva, plusieurs personnes furent abattues. En 1985, le cloître fut affecté au monastère de Danilov à Moscou. Les reliques de saint Savva furent rendues au monastère en 1998.

## Jumelages
- Moguilev (Biélorussie) depuis 2006
- Tropea (Italie) depuis 2013

## Sport
Le club de handball féminin du Zvezda Zvenigorod est l'un des principaux clubs russes des années 2000, remportant notamment le Championnat de Russie en 2007 et la Ligue des champions en 2008.